# مرور بقبر الأم (لوحة)
مرور بقبر الأم ( (بالهولندية: Langs Moeders Graf) (المعروفة أيضًا باسم " اجتياز ساحة الكنيسة" ، هي لوحة زيتية على قماش رسمها الرسام الهولندي جوزيف إسرائيلز عام 1856، وهو فنان هولندي واقعي وممثل لمدرسة لاهاي للرسامين. موضوع اللوحة هو صياد أرمل يسير بجوار قبر زوجته المتوفاة مع طفليه.
تركيز الرسمة على الطبقة العاملة ، تمت مقارنة اللوحة بلوحة كسارات الحجر ، وهي لوحة تعود لعام 1849 للرسام الواقعي الفرنسي غوستاف كوربيه . كتبت مؤرخة الفن شيلا د. مولر أنها أنجزت "معالجة ضخمة للأشياء المألوفة".  على الرغم من اعتباره من بين اللوحات الأكثر شهرة وشعبية للرسام جوزيف، فقد تم انتقاد العمل أيضًا باعتباره عاطفيًا أو "مثيرًا للقلق". 

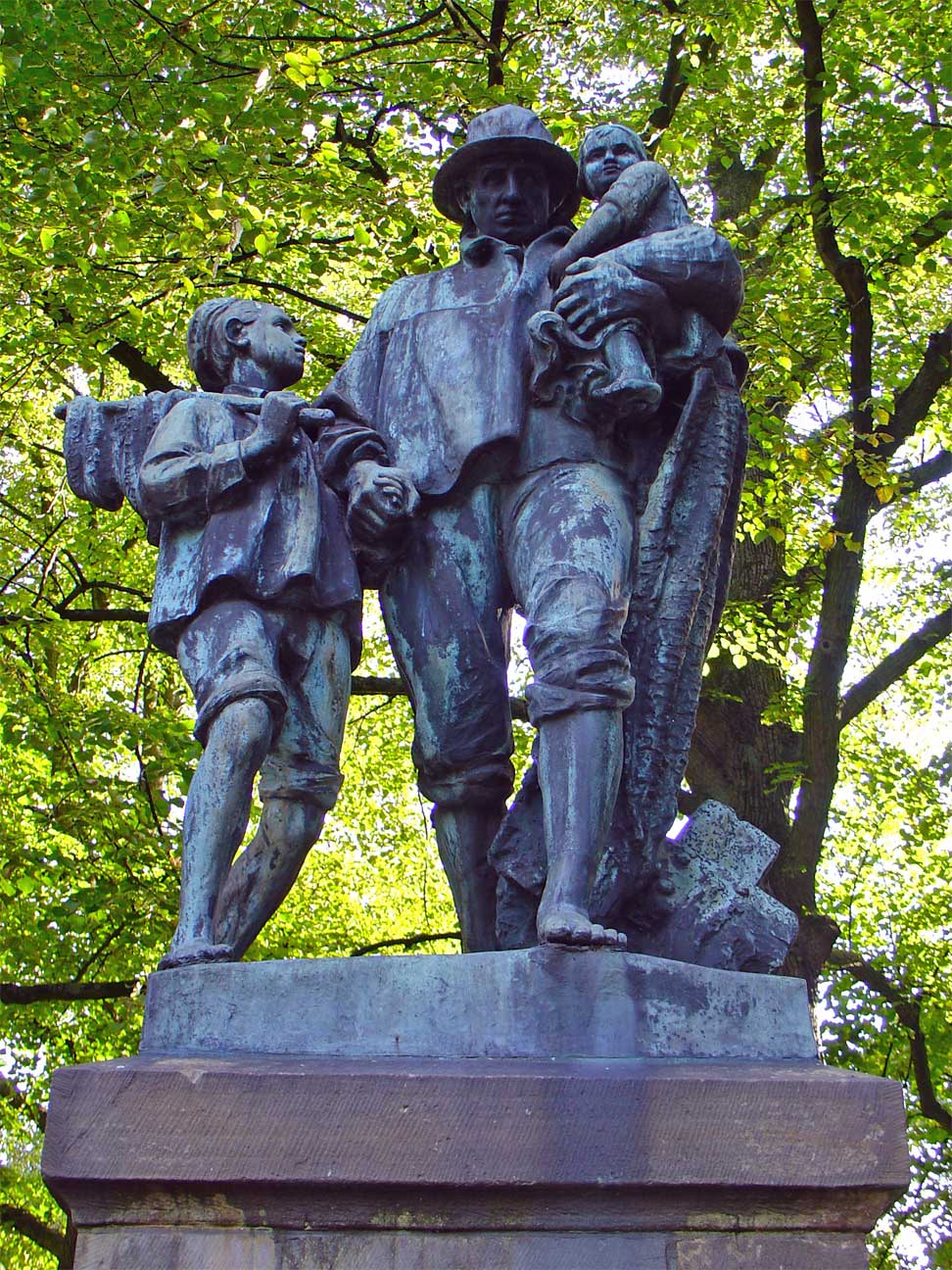
تفاصيل من نصب جوزيف إسرائيل التذكاري

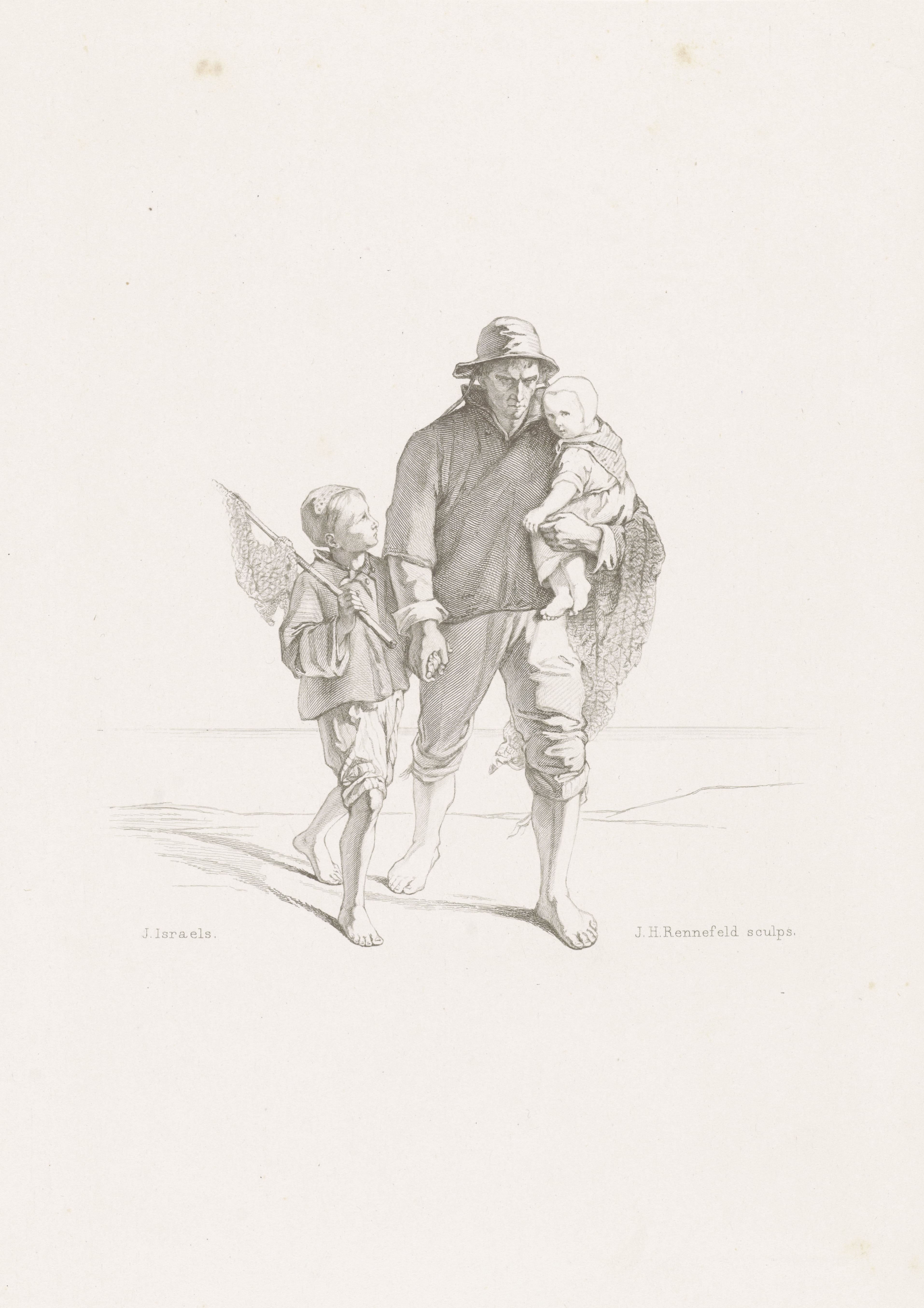
يوهان هاينريش ماريا هوبيرت رينفيلد، طبعة من أطفال البحر بعد لوحة جوزيف إسرائيل (1861–1872)